# Anversville (schip, 1912)

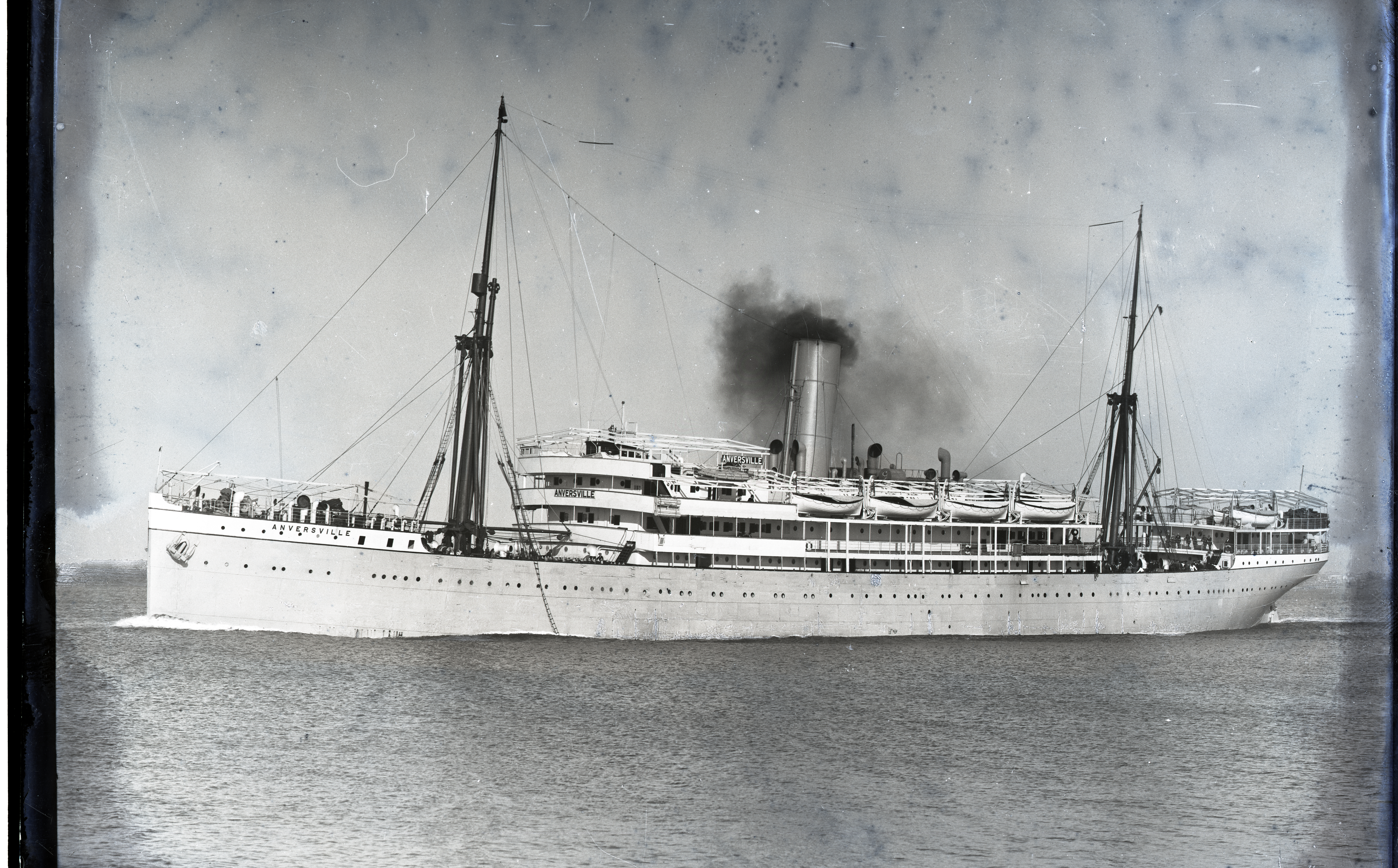
Anversville

Het voormalige Belgische stoomschip Anversville, gebouwd door  Alexander Stephen & Sons Glasgow, met bouwnummer 450, was het tweede schip met die naam, als passagierspakketboot van de rederij C.M.B.C. (Compagnie Maritime Belge du Congo).
Zoals alle toenmalige pakketboten van de C.M.B.C., later C.M.B., droeg dit schip een naam die eindigde op "ville" (stad). Het passagiersschip "Anversville" (Antwerpenstad), onderhield de lijn Antwerpen naar Congo. Ze onderging aanzienlijke verbouwingen bij de werf in 1930. Zo waren ze niet meer somber zwart, maar eerder lichter van rompkleuren geschilderd, met eveneens een witte opbouw. Het schip mat 7.694 brt.
Het schip had aan beide zijden vier grote reddingsloepen aan boord.
Voortaan voeren de Belgische schepen met de beigekleurige schoorstenen. 
Ze arriveerde op 5 oktober 1938 bij sloper Van Heyghen Frères in Gent.